# Liste von Denkmälern für Frauen in der Schweiz
Die Liste von Denkmälern für Frauen in der Schweiz gibt einen Überblick über Denkmäler im engeren Sinne, also über Bauwerke, Skulpturen, Plastiken und dergleichen, die in der Schweiz an bestimmte Frauen oder Frauengruppen erinnern.
Die Seite enthält nicht:
- Kunstwerke, die nicht dem Gedenken an bestimmte, namentlich genannte Frauen oder Frauengruppen dienen (z. B. das Epitaph für die unbeirrbare Hoffnung in Schaffhausen)
- Darstellungen weiblicher Allegorien und Personifikationen (z. B. Helvetia, Kantons- und Stadtpersonifikationen wie Berna, Dankbarkeit, Kardinaltugenden und theologische Tugenden auf frühneuzeitlichen Brunnen)
- Gedenktafeln an Gebäuden
- private Gedenksteine, die von Familien und Freunden für die persönliche Erinnerung aufgestellt wurden (z. B. nach einem tödlichen Unfall)
- Stolpersteine (siehe Liste der Stolpersteine in der Schweiz)
- Skulpturen biblischer Gestalten wie zum Beispiel Maria
- Skulpturen oder Objekte, bei denen kein Kontext eines dauerhaften öffentlichen Gedenkens ermittelbar ist, wie zum Beispiel
  - temporäre Installationen (z. B. der Katharinen-Turm in Zürich)
  - Skulpturen aus römischer Zeit, die im Rahmen archäologischer Grabungen auf Schweizer Gebiet gefunden wurden
  - Frauenbüsten, die in nicht öffentlich genutzten Räumen aufgestellt wurden
  - oder nach Personen benannte Einrichtungen, die nicht primär als Gedenkort errichtet wurden (z. B. der Anna-Seiler-Brunnen in Bern)
- Reliquienbüsten, Altarfiguren und ähnliche Objekte, die vor allem religiösen Zwecken dienen
- Gemälde, Fresken und andere zweidimensionale Darstellungen, auch wenn diese öffentlich sind
- Denkmäler, für die keine adäquaten Quellen vorliegen

## Freistehende Denkmäler

### Denkmäler im engeren Sinne
| Bild | Name / Art                                           | Geehrte Person                                                                                | Geschaffen von       | Einweihung / Platzierung | Standort                              | Inschrift |
| ---- | ---------------------------------------------------- | --------------------------------------------------------------------------------------------- | -------------------- | ------------------------ | ------------------------------------- | --- |
|      | Denkmal für Kaiserin Elisabeth von Österreich-Ungarn | Elisabeth «Sisi» von Österreich-Ungarn (1837–1898), Kaiserin von Österreich                   | Antonio Chiattone    | 1902                     | Montreux, Parc des Roses              | «À la mémoire de sa majesté l’impératrice et reine Elisabeth en souvenir de ses nombreux séjours à Montreux»                                                                                   |
|      | Isabelle-Kaiser-Brunnen                              | Isabelle Kaiser (1866–1925), Schriftstellerin                                                 | Hans von Matt        | 1935                     | Beckenried                            | «Der Dichterin Isabelle Kaiser 1866–1925» |
|      | Anna-de-Noailles-Denkmal                             | Anna de Noailles (1876–1933), französische Dichterin                                          | James Vibert         | 1936                     | Vevey, Quai Perdonnet                 | «À Anna de Noailles» |
|      | Orellibrunnen                                        | Susanna Orelli-Rinderknecht (1845–1939), Gründerin des Zürcher Frauenvereins                  | Emil Schäfer         | 1949                     | Zürich, Zürichberg                    | «Dr. med. h. c. Susanna Orelli-Rinderknecht 1845–1939, Förderin des Volkswohles, ‹Im Guten liegt ewige Lebenskraft›»                                                                           |
|      | Heidibrunnen                                         | Johanna Spyri (1827–1901), Autorin der Heidi-Romane                                           | Hans Walt            | 1953                     | Maienfeld                             | «Johanna Spyris eingedenk / Heidis Heimat als Geschenk» |
|      | Anna-Seiler-Denkmal                                  | Anna Seiler († 1360), Stifterin des Inselspitals                                              | Eleonore von Mülinen | 1975                     | Bern, Inselspital, Wilhelm-Fabry-Haus | «Der Stifterin des Inselspitals Anna Seiler 1354 in Dankbarkeit» |
|      | Denkmal für Kaiserin Elisabeth von Österreich-Ungarn | Elisabeth «Sisi» von Österreich-Ungarn (1837–1898), in Genf ermordete Kaiserin von Österreich | Philip Jackson       | 1998                     | Genf, Rotonde du Mont-Blanc           | «In memoriam Elisabeth impératrice d’Autriche, reine de Hongrie, 1898 – 19 septembre – 1998»                                                                                                   |
|      | Erinnerungsort Katharina von Zimmern                 | Katharina von Zimmern (1478–1547), letzte Äbtissin des Fraumünsterklosters                    | Anna-Maria Bauer     | 2004                     | Zürich, Fraumünster                   | «Die Stadt vor Unruhe und Umgemach bewahren und tun, was Zürich lieb und dienlich ist. 1524. Katharina von Zimmern, Zürichs letzte Äbtissin, zur Übergabe der Abtei Fraumünster an die Stadt.» |

### Figuren aus Sage und Brauchtum
| Bild | Name / Art                         | Geehrte Person                            | Geschaffen von     | Einweihung / Platzierung | Standort             | Inschrift                                                                                                 |
| ---- | ---------------------------------- | ----------------------------------------- | ------------------ | ------------------------ | -------------------- | --- |
|      | Standbild auf dem Lindenhofbrunnen | Hedwig ab Burghalden, Sagenfigur          | Gustav Siber       | 1910                     | Zürich, Lindenhof    | keine |
|      | Greth-Schell-Brunnen               | Margarethe «Greth» Schell, Fasnachtsfigur | Rolf Brem          | 1977                     | Zug, Untere Altstadt | «Gret Schell, Schreiner-Drechsler-Küferzunft der Stadt Zug – 1977»                                        |
|      | Stauffacherin-Denkmal              | Stauffacherin, Sagenfigur                 | Josef Rickenbacher | 1983                     | Steinen              | «Stauffacherin, zum 20-jährigen Jubiläum des Verkehrsvereins Steinen, gewidmet der Gemeinde Steinen 1982» |

### Heilige
| Bild | Name / Art                           | Geehrte Person                                                                  | Geschaffen von        | Einweihung / Platzierung | Standort                                                                                                 | Inschrift |
| ---- | ------------------------------------ | ------------------------------------------------------------------------------- | --------------------- | ------------------------ | --- | --- |
|      | Standbild auf dem Elisabethenbrunnen | Elisabeth von Thüringen (1207–1231), Landgräfin von Thüringen                   | Heinrich Rudolf Meili | 1863                     | Basel, Elisabethenstrasse                                                                                | keine |
|      | Wiboradabrunnen                      | Wiborada († 926), Einsiedlerin, Jungfrau und Märtyrerin                         | Josef Büsser          | 1926                     | St. Gallen, vor der Kirche St. Mangen                                                                    | «CMXXVI» und «MCMXXVI» |
|      | Verena-Statue                        | Verena (um 300), Jungfrau und Eremitin                                          | Werner Friedrich Kunz | 1968 (1960)              | Kilchberg ZH, Seeanlage Bendlikon                                                                        | keine |
|      | Verena mit Kamm und Krug             | Verena (um 300), Jungfrau und Eremitin                                          | Ernst Suter           | 1978                     | an der deutsch-schweizerischen Grenze zwischen Bad Zurzach und Küssaberg (Rheinbrücke Zurzach–Rheinheim) | |
|      | Verenabrunnen                        | Verena (um 300), Jungfrau und Eremitin                                          | Erich Hauser          | 1983                     | Bad Zurzach, Münsterplatz                                                                                | keine |
|      | Verenabrunnen                        | Verena (um 300), Jungfrau und Eremitin                                          | Bettina Eichin        | 1990                     | Bad Zurzach, Kurpark                                                                                     | «SV» |
|      | Dorothea-Statue                      | Dorothea von Flüe (ca. 1430–1490), «heiligmässige» Ehefrau von Niklaus von Flüe | Rolf Brem             | 1991                     | Sachseln, neben der Pfarr- und Wallfahrtskirche                                                          | «Dorothea von Flüe» |
|      | Mutter-Teresa-Statue                 | Mutter Teresa (1910–1997), indische Ordensschwester und Missionarin             |                       | 2017                     | Wil SG, Kirche St. Peter                                                                                 | «Mutter Teresa 1910 – 1997» |
|      | Mutter-Teresa-Statue                 | Mutter Teresa (1910–1997), indische Ordensschwester und Missionarin             |                       | 2018                     | Lausanne, Kirche St Amedée                                                                               | «Sainte Mère Teresa (Anjezë Gonxhe Bojachiu) 1910–1997. ‹La charité, l'amour commmence chez soi. Dans son foyer. En priant ensemble.› En l'honneur du peuple suisse et de la ville de Lausanne. Communauté albanaise du Canton de Vaud» |
|      | Mutter-Teresa-Statue                 | Mutter Teresa (1910–1997), indische Ordensschwester und Missionarin             |                       | 2018                     | Winterthur, General-Guisan-Strasse                                                                       | «Mutter Teresa» |
|      | Mutter-Teresa-Statue                 | Mutter Teresa (1910–1997), indische Ordensschwester und Missionarin             |                       | 2019                     | Uznach, Abtei St. Otmarsberg                                                                             | «Mutter Teresa 1910 – 1997» |

### Weitere freistehende Gedenkformen
| Bild | Name / Art                 | Erinnert an                                                                                        | Einweihung / Platzierung | Standort                           | Inschrift |
| ---- | -------------------------- | -------------------------------------------------------------------------------------------------- | ------------------------ | ---------------------------------- | --- |
|      | Ida-Fleischer-Gedenkstein  | Ida Fleischer (1868–1933), Germanistin, Stifterin                                                  | 1935                     | Zürich, Höckler                    | «Dr. phil. Ida Fleischer 1868–1933. Ihre Freude waren der Wald und das gute Buch, darum schenkte sie ihr Vermögen dem Verschönerungsverein Zürich und der Pestalozzigesellschaft Zürich. Ihre Asche wurde hier, ihrem letzten Willen entsprechend, unter einem Nussbaum beigesetzt. V. V. Z. Ehre ihrem Andenken!»                                              |
|      | Eglantyne-Jebb-Gedenktafel | Eglantyne Jebb (1876–1928), britische Aktivistin für Kinderrechte, Gründerin von Save the Children | 1976                     | Genf, Sitz des IKRK                | «Eglantyne Jebb 25. 8. 1876 17. 12. 1928. Fondatrice en 1920 sous le patronage du C.I.C.R. de l’Union internationale de protection de l’enfance, promotrice de la Déclaration des droits de l’enfant.» |
|      | Elisabeth-Kopp-Eiche       | Elisabeth Kopp (1936–2023), erste Schweizer Bundesrätin                                            | 1985                     | Bern, Schweizerisches Bundesarchiv | «Diese Eiche wurde Elisabeth Kopp zur Wahl als erste Bundesrätin gepflanzt. Schweizerischer Verband der Berufs- und Geschäftsfrauen 2. Oktober 1984.» |
|      | Mahnmal für Anna Göldi     | Anna Göldi (1734–1782), Justizopfer, als Hexe hingerichtet                                         | 2014                     | Glarus, Gerichtshaus               | «Dett obe schiint es Liecht. Zum Gedenken an Anna Göldi. Sie wurde in einem Hexenprozess verurteilt und am 13. Juni 1782 in Glarus durch das Schwert hingerichtet. 2008 erfolgte die Rehabilitierung von Anna Göldi durch den Kanton Glarus. Für alle Opfer von staatlicher Willkür, von politischen Verfolgungen, von abergläubischen Verdammungen. Weltweit.» |

## Denkmäler in und an Gebäuden
| Bild | Name / Art   | Geehrte Person                                                                       | Geschaffen von               | Einweihung / Platzierung | Standort                                |
| ---- | ------------ | ------------------------------------------------------------------------------------ | ---------------------------- | ------------------------ | --------------------------------------- |
|      |              | Kunigunde von Luxemburg (ca. 980–1033), Kaiserin des Heiligen Römischen Reiches      |                              | 1280/85 ca.              | Basel, Münster                          |
|      |              | Isabella (1335–1395) und Verena (1346–1376) von Neuenburg, Herrinnen von Neuenburg   |                              | 1372                     | Neuenburg, Kollegiatkirche              |
|      |              | Stauffacherin, Sagenfigur                                                            | Giuseppe Chiattone           | 1902                     | Bern, Bundeshaus, Nationalratssaal      |
|      | Maskaron     | Catherine Royaume (ca. 1542–1605), Volksheldin der Escalade de Genève                |                              | 1905                     | Genf, Rue de la Corraterie 5–7          |
|      | Chaiselongue | Emilie Kempin-Spyri (1853–1901), erste Juristin, die in der Schweiz promoviert wurde | Pipilotti Rist               | 2008                     | Zürich, Universität                     |
|      | Holzstatue   | Johanna Spyri (1827–1901), Autorin der Heidi-Romane                                  | Inigo Gheyselink             | 2017                     | Maienfeld, Autobahnraststätte Heidiland |
|      | Tilo         | Tilo Frey (1923–2008), Politikerin (FDP), erstes schwarzes Mitglied des Nationalrats | Renée Levi und Marcel Schmid | 2023                     | Bern, Bundeshaus                        |